# Basseux
Basseux is een gemeente in het Franse departement Pas-de-Calais (regio Hauts-de-France) en telt 149 inwoners (1999). De plaats maakt deel uit van het arrondissement Arras.

## Geografie
De oppervlakte van Basseux bedraagt 3,4 km², de bevolkingsdichtheid is 43,8 inwoners per km².

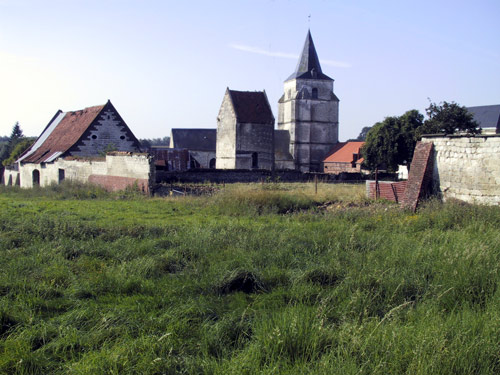
Basseux

De onderstaande kaart toont de ligging van Basseux met de belangrijkste infrastructuur en aangrenzende gemeenten.

## Demografie
Onderstaande figuur toont het verloop van het inwonertal (bron: INSEE-tellingen).